# Vòng loại Cúp bóng đá châu Á 2019
Vòng loại Cúp bóng đá châu Á 2019 là giải đấu vòng loại do Liên đoàn bóng đá châu Á (AFC) tổ chức để xác định các đội tuyển giành quyền tham dự Cúp bóng đá châu Á 2019, giải đấu Cúp bóng đá châu Á lần thứ 17 được tổ chức tại UAE. Lần đầu tiên, vòng chung kết của Asian Cup sẽ có 24 đội tuyển cùng tranh tài, được mở rộng từ thể thức 16 đội đã tồn tại từ năm 2004 đến năm 2015.
Quá trình vòng loại bao gồm 4 vòng, trong đó hai vòng đầu tiên đồng thời cũng là vòng loại Giải vô địch bóng đá thế giới 2018 cho các đội châu Á.

## Thể thức
Đề nghị hợp nhất các vòng loại sơ bộ của Cúp bóng đá thế giới với vòng loại của Cúp bóng đá châu Á đã được Ủy ban thi đấu của AFC phê duyệt vào ngày 16 tháng 4 năm 2014.
Cấu trúc vòng loại như sau:
- Vòng 1: 12 đội tuyển (xếp hạng 35–46) thi đấu theo thể thức sân nhà–sân khách để chọn ra 6 đội thắng giành quyền vào vòng 2.
- Vòng 2: 40 đội (34 đội xếp hạng 1–34 và 6 đội thắng ở vòng 1) được chia thành tám bảng 5 đội, thi đấu vòng tròn hai lượt tính điểm theo thể thức sân nhà–sân khách (trừ 1 bảng có 4 đội do Indonesia bị truất quyền tham dự theo lệnh cấm của FIFA).
  - 8 đội đầu bảng và 4 đội nhì bảng có thành tích tốt nhất sẽ giành vé tham dự vòng chung kết Cúp bóng đá châu Á cũng như vòng loại thứ ba Giải vô địch bóng đá thế giới.
  - 16 đội có thứ hạng cao tiếp theo (gồm 4 đội nhì bảng còn lại, 8 đội đứng thứ ba bảng và 4 đội đứng thứ tư bảng có thành tích tốt nhất) vào thẳng vòng lọa thứ ba của Cúp châu Á.
  - 12 đội có thành tích kém nhất sẽ vào vòng play-off.[2]
- Vòng play-off: Tổng cộng 11 đội hết quyền dự vòng đấu tiếp theo của vòng loại Giải vô địch bóng đá thế giới 2018 chia thành hai vòng: vòng 1 gồm 10 đội chia thành 5 cặp đấu; vòng 2 gồm 6 đội (trong đó có 5 đội thua ở vòng 1) chia thành 3 cặp đấu. 8 đội thắng cuộc giành quyền vào vòng loại cuối cùng.[3]
- Vòng 3: 24 đội (tăng thêm 10 đội so với năm 2014) được chia thành sáu bảng 4 đội, thi đấu vòng tròn hai lượt tính điểm theo thể thức sân nhà–sân khách. Hai đội đứng đầu mỗi bảng giành suất tham dự vòng chung kết.

## Phân nhóm hạt giống
46 quốc gia thành viên FIFA của AFC đã tham dự vòng loại. Bảng xếp hạng thế giới FIFA tháng 1 năm 2015 được sử dụng để xác định những đội tuyển phải thi đấu từ vòng 1 và những đội tuyển được vào thẳng vòng 2 (thứ hạng được hiển thị trong dấu ngoặc đơn).
| Được vào thẳng vòng 2 (Xếp hạng từ 1 đến 34) | Tham dự từ vòng 1 (Xếp hạng từ 35 đến 46) |
| --- | --- |
| 1. Iran (51) 2. Nhật Bản (54) 3. Hàn Quốc (69) 4. Uzbekistan (71) 5. UAE (80) 6. Qatar (92) 7. Oman (93) 8. Jordan (93) 9. Trung Quốc (96) 10. Úc (100) 11. Ả Rập Xê Út (102) 12. Bahrain (110) 13. Iraq (114) 14. Palestine (115) 15. Liban (122) 16. Kuwait (125) 17. Philippines (129) 18. Maldives (131) 19. Việt Nam (133) 20. Tajikistan (136) 21. Myanmar (141) 22. Afghanistan (142) 23. Thái Lan (144) 24. Turkmenistan (147) 25. CHDCND Triều Tiên (150) 26. Syria (151) 27. Kyrgyzstan (152) 28. Malaysia (154) 29. Hồng Kông (156) 30. Singapore (157) 31. Indonesia (159) 32. Lào (160) 33. Guam (161) 34. Bangladesh (165) | 1. Ấn Độ (171) 2. Sri Lanka (172) 3. Yemen (176) 4. Campuchia (179) 5. Đài Bắc Trung Hoa (182) 6. Đông Timor (185) 7. Nepal (186) 8. Ma Cao (186) 9. Pakistan (188) 10. Mông Cổ (194) 11. Brunei (198) 12. Bhutan (209) |

Do thể thức chung của vòng loại Giải vô địch bóng đá thế giới và vòng loại Cúp bóng đá châu Á, chủ nhà của Cúp bóng đá châu Á 2019 UAE cũng phải tham dư vòng loại thứ hai của Cúp bóng đá châu Á để tranh suất tham dự Cúp Thế giới.
Quần đảo Bắc Mariana, không phải một thành viên FIFA, đã không đủ điều kiện tham gia.

## Lịch thi đấu
Dưới đây là lịch thi đấu của vòng loại.
| Vòng   | Lượt đấu    | Ngày                 |
| ------ | ----------- | -------------------- |
| Vòng 1 | Lượt đi     | 12 tháng 3 năm 2015  |
| Vòng 1 | Lượt về     | 17 tháng 3 năm 2015  |
| Vòng 2 | Lượt đấu 1  | 11 tháng 6 năm 2015  |
| Vòng 2 | Lượt đấu 2  | 16 tháng 6 năm 2015  |
| Vòng 2 | Lượt đấu 3  | 3 tháng 9 năm 2015   |
| Vòng 2 | Lượt đấu 4  | 8 tháng 9 năm 2015   |
| Vòng 2 | Lượt đấu 5  | 8 tháng 10 năm 2015  |
| Vòng 2 | Lượt đấu 6  | 13 tháng 10 năm 2015 |
| Vòng 2 | Lượt đấu 7  | 12 tháng 11 năm 2015 |
| Vòng 2 | Lượt đấu 8  | 17 tháng 11 năm 2015 |
| Vòng 2 | Lượt đấu 9  | 24 tháng 3 năm 2016  |
| Vòng 2 | Lượt đấu 10 | 29 tháng 3 năm 2016  |

| Vòng          | Lượt đấu         | Ngày                 |
| ------------- | ---------------- | -------------------- |
| Vòng play-off | Lượt đi (vòng 1) | 2 tháng 6 năm 2016   |
| Vòng play-off | Lượt về (vòng 1) | 7 tháng 6 năm 2016   |
| Vòng play-off | Lượt đi (vòng 2) | 6 tháng 9 năm 2016   |
| Vòng play-off | Lượt về (vòng 2) | 11 tháng 10 năm 2016 |
| Vòng 3        | Lượt đấu 1       | 28 tháng 3 năm 2017  |
| Vòng 3        | Lượt đấu 2       | 13 tháng 6 năm 2017  |
| Vòng 3        | Lượt đấu 3       | 5 tháng 9 năm 2017   |
| Vòng 3        | Lượt đấu 4       | 10 tháng 10 năm 2017 |
| Vòng 3        | Lượt đấu 5       | 14 tháng 11 năm 2017 |
| Vòng 3        | Lượt đấu 6       | 27 tháng 3 năm 2018  |

## Vòng 1
Lễ bốc thăm cho vòng loại thứ nhất được tổ chức vào lúc 15:30 MST (UTC+8) ngày 10 tháng 2 năm 2015 tại trụ sở AFC ở Kuala Lumpur, Malaysia. Sáu đội thua từ vòng này sẽ giành quyền vào Cúp đoàn kết châu Á 2016.
| Đội 1             | TTS | Đội 2    | Lượt đi | Lượt về |
| ----------------- | --- | -------- | ------- | ------- |
| Ấn Độ             | 2–0 | Nepal    | 2–0     | 0–0     |
| Yemen             | 3–1 | Pakistan | 3–1     | 0–0     |
| Đông Timor        | 5–1 | Mông Cổ  | 4–1     | 1–0     |
| Campuchia         | 4–1 | Ma Cao   | 3–0     | 1–1     |
| Đài Bắc Trung Hoa | 2–1 | Brunei   | 0–1     | 2–0     |
| Sri Lanka         | 1–3 | Bhutan   | 0–1     | 1–2     |

## Vòng 2
Lễ bốc thăm cho vòng loại thứ hai diễn ra vào lúc 17:00 MST (UTC+8) ngày 14 tháng 4 năm 2015 tại khách sạn JW Marriott ở Kuala Lumpur, Malaysia.

### Các bảng
| Tiêu chí xếp hạng vòng loại Giải vô địch bóng đá thế giới 2018 |
| --- |
| Với thể thức sân nhà và sân khách, việc xếp hạng các đội trong mỗi bảng được dựa trên các tiêu chí sau đây (quy định các Điều 20.6 và 20.7): 1. Điểm số (3 điểm cho 1 trận thắng, 1 điểm cho 1 trận hòa, 0 điểm cho 1 trận thua) 2. Hiệu số bàn thắng thua 3. Số bàn thắng 4. Điểm số trong trận đấu giữa các đội 5. Hiệu số bàn thắng thua trong trận đấu giữa các đội 6. Số bàn thắng ghi được trong trận đấu giữa các đội 7. Số bàn thắng sân khách ghi được trong các trận đấu giữa các đội 8. Trận play-off trên sân trung lập (nếu được chấp thuận bởi FIFA), với hiệp phụ và đá sút luân lưu nếu cần |

#### Bảng A
| VT | Đội         | ST | T | H | B | BT | BB | HS  | Đ  | Giành quyền tham dự                 |  |      |     |     |      |     |
| -- | ----------- | -- | - | - | - | -- | -- | --- | -- | ----------------------------------- |  | ---- | --- | --- | ---- | --- |
| 1  | Ả Rập Xê Út | 8  | 6 | 2 | 0 | 28 | 4  | +24 | 20 | Vòng 3 và Asian Cup                 |  |      | 2–1 | 3–2 | 2–0  | 7–0 |
| 2  | UAE         | 8  | 5 | 2 | 1 | 25 | 4  | +21 | 17 | Vòng 3 và Asian Cup                 |  | 1–1  |     | 2–0 | 10–0 | 8–0 |
| 3  | Palestine   | 8  | 3 | 3 | 2 | 22 | 6  | +16 | 12 | V.loại Asian Cup (vòng 3)           |  | 0–0  | 0–0 |     | 6–0  | 7–0 |
| 4  | Malaysia    | 8  | 1 | 1 | 6 | 3  | 30 | −27 | 4  | Vòng loại Asian Cup (vòng play-off) |  | 0–3  | 1–2 | 0–6 |      | 1–1 |
| 5  | Đông Timor  | 8  | 0 | 2 | 6 | 2  | 36 | −34 | 2  | Vòng loại Asian Cup (vòng play-off) |  | 0–10 | 0–1 | 1–1 | 0–1  |     |

1. ↑  Trận đấu giữa Malaysia và Ả Rập Saudi vào ngày 8 tháng 9 năm 2015 đã buộc phải hoãn lại ở phút 87 do cổ động viên Malaysia đã ném bom khói và pháo sáng xuống sân khi tỉ số đang là 2–1 nghiêng về đội khách. Đến ngày 5 tháng 10 năm 2015, ủy ban kỷ luật của FIFA chính thức ra quyết định xử Malaysia thua 0–3.[15][16]

#### Bảng B
| VT | Đội        | ST | T | H | B | BT | BB | HS  | Đ  | Giành quyền tham dự                 |  |     |     |     |     |     |
| -- | ---------- | -- | - | - | - | -- | -- | --- | -- | ----------------------------------- |  | --- | --- | --- | --- | --- |
| 1  | Úc         | 8  | 7 | 0 | 1 | 29 | 4  | +25 | 21 | Vòng 3 và Asian Cup                 |  |     | 5–1 | 3–0 | 7–0 | 5–0 |
| 2  | Jordan     | 8  | 5 | 1 | 2 | 21 | 7  | +14 | 16 | V.loại Asian Cup (vòng 3)           |  | 2–0 |     | 0–0 | 3–0 | 8–0 |
| 3  | Kyrgyzstan | 8  | 4 | 2 | 2 | 10 | 8  | +2  | 14 | V.loại Asian Cup (vòng 3)           |  | 1–2 | 1–0 |     | 2–2 | 2–0 |
| 4  | Tajikistan | 8  | 1 | 2 | 5 | 9  | 20 | −11 | 5  | Vòng loại Asian Cup (vòng play-off) |  | 0–3 | 1–3 | 0–1 |     | 5–0 |
| 5  | Bangladesh | 8  | 0 | 1 | 7 | 2  | 32 | −30 | 1  | Vòng loại Asian Cup (vòng play-off) |  | 0–4 | 0–4 | 1–3 | 1–1 |     |

#### Bảng C
| VT | Đội        | ST | T | H | B | BT | BB | HS  | Đ  | Giành quyền tham dự                 |  |     |     |     |     |      |
| -- | ---------- | -- | - | - | - | -- | -- | --- | -- | ----------------------------------- |  | --- | --- | --- | --- | ---- |
| 1  | Qatar      | 8  | 7 | 0 | 1 | 29 | 4  | +25 | 21 | Vòng 3 và Asian Cup                 |  |     | 1–0 | 2–0 | 4–0 | 15–0 |
| 2  | Trung Quốc | 8  | 5 | 2 | 1 | 27 | 1  | +26 | 17 | Vòng 3 và Asian Cup                 |  | 2–0 |     | 0–0 | 4–0 | 12–0 |
| 3  | Hồng Kông  | 8  | 4 | 2 | 2 | 13 | 5  | +8  | 14 | V.loại Asian Cup (vòng 3)           |  | 2–3 | 0–0 |     | 2–0 | 7–0  |
| 4  | Maldives   | 8  | 2 | 0 | 6 | 8  | 20 | −12 | 6  | Vòng loại Asian Cup (vòng play-off) |  | 0–1 | 0–3 | 0–1 |     | 4–2  |
| 5  | Bhutan     | 8  | 0 | 0 | 8 | 5  | 52 | −47 | 0  | Vòng loại Asian Cup (vòng play-off) |  | 0–3 | 0–6 | 0–1 | 3–4 |      |

#### Bảng D
| VT | Đội          | ST | T | H | B | BT | BB | HS  | Đ  | Giành quyền tham dự                 |  |     |     |     |     |     |
| -- | ------------ | -- | - | - | - | -- | -- | --- | -- | ----------------------------------- |  | --- | --- | --- | --- | --- |
| 1  | Iran         | 8  | 6 | 2 | 0 | 26 | 3  | +23 | 20 | Vòng 3 và Asian Cup                 |  |     | 2–0 | 3–1 | 6–0 | 4–0 |
| 2  | Oman         | 8  | 4 | 2 | 2 | 11 | 7  | +4  | 14 | Vòng loại Asian Cup (vòng 3)        |  | 1–1 |     | 3–1 | 1–0 | 3–0 |
| 3  | Turkmenistan | 8  | 4 | 1 | 3 | 10 | 11 | −1  | 13 | Vòng loại Asian Cup (vòng 3)        |  | 1–1 | 2–1 |     | 1–0 | 2–1 |
| 4  | Guam         | 8  | 2 | 1 | 5 | 3  | 16 | −13 | 7  | Vòng loại Asian Cup (vòng 3)        |  | 0–6 | 0–0 | 1–0 |     | 2–1 |
| 5  | Ấn Độ        | 8  | 1 | 0 | 7 | 5  | 18 | −13 | 3  | Vòng loại Asian Cup (vòng play-off) |  | 0–3 | 1–2 | 1–2 | 1–0 |     |

1. ↑  FIFA xử Iran thắng 3–0 do sử dụng cầu thủ Eugeneson Lyngdoh của Ấn Độ không đủ điều kiện thi đấu.[17] Trận đấu khi đó kết thúc với tỉ số 3–0 nghiêng về Iran.

#### Bảng E
| VT | Đội         | ST | T | H | B | BT | BB | HS  | Đ  | Giành quyền tham dự                 |  |     |     |     |     |     |
| -- | ----------- | -- | - | - | - | -- | -- | --- | -- | ----------------------------------- |  | --- | --- | --- | --- | --- |
| 1  | Nhật Bản    | 8  | 7 | 1 | 0 | 27 | 0  | +27 | 22 | Vòng 3 và Asian Cup                 |  |     | 5–0 | 0–0 | 5–0 | 3–0 |
| 2  | Syria       | 8  | 6 | 0 | 2 | 26 | 11 | +15 | 18 | Vòng 3 và Asian Cup                 |  | 0–3 |     | 1–0 | 5–2 | 6–0 |
| 3  | Singapore   | 8  | 3 | 1 | 4 | 9  | 9  | 0   | 10 | Vòng loại Asian Cup (vòng 3)        |  | 0–3 | 1–2 |     | 1–0 | 2–1 |
| 4  | Afghanistan | 8  | 3 | 0 | 5 | 8  | 24 | −16 | 9  | Vòng loại Asian Cup (vòng 3)        |  | 0–6 | 0–6 | 2–1 |     | 3–0 |
| 5  | Campuchia   | 8  | 0 | 0 | 8 | 1  | 27 | −26 | 0  | Vòng loại Asian Cup (vòng play-off) |  | 0–2 | 0–6 | 0–4 | 0–1 |     |

#### Bảng F
| VT | Đội               | ST | T | H | B | BT | BB | HS  | Đ  | Giành quyền tham dự                 |  |     |     |     |     |   |
| -- | ----------------- | -- | - | - | - | -- | -- | --- | -- | ----------------------------------- |  | --- | --- | --- | --- | - |
| 1  | Thái Lan          | 6  | 4 | 2 | 0 | 14 | 6  | +8  | 14 | Vòng 3 và Asian Cup                 |  |     | 2–2 | 1–0 | 4–2 | — |
| 2  | Iraq              | 6  | 3 | 3 | 0 | 13 | 6  | +7  | 12 | Vòng 3 và Asian Cup                 |  | 2–2 |     | 1–0 | 5–1 | — |
| 3  | Việt Nam          | 6  | 2 | 1 | 3 | 7  | 8  | −1  | 7  | Vòng loại Asian Cup (vòng 3)        |  | 0–3 | 1–1 |     | 4–1 | — |
| 4  | Đài Bắc Trung Hoa | 6  | 0 | 0 | 6 | 5  | 19 | −14 | 0  | Vòng loại Asian Cup (vòng play-off) |  | 0–2 | 0–2 | 1–2 |     | — |
| 5  | Indonesia (D)     | 0  | 0 | 0 | 0 | 0  | 0  | 0   | 0  | Bị FIFA cấm thi đấu                 |  | —   | —   | —   | —   |   |

1. ↑  Vào ngày 30 tháng 5 năm 2015, FIFA đã chính thức cấm Hiệp hội bóng đá Indonesia (PSSI) tham gia vào các hoạt động bóng đá do để chính phủ can thiệp quá sâu vào nội bộ bóng đá nước này.[18] Vào ngày 3 tháng 6 năm 2015, AFC khẳng định rằng Indonesia đã bị loại khỏi từ đang thi đấu vòng loại, và tất cả các trận đấu của họ tham gia đã bị hủy bỏ.[19]

#### Bảng G
| VT | Đội      | ST | T | H | B | BT | BB | HS  | Đ  | Giành quyền tham dự                 |  |     |     |     |     |     |
| -- | -------- | -- | - | - | - | -- | -- | --- | -- | ----------------------------------- |  | --- | --- | --- | --- | --- |
| 1  | Hàn Quốc | 8  | 8 | 0 | 0 | 27 | 0  | +27 | 24 | Vòng 3 và Asian Cup                 |  |     | 1–0 | 3–0 | 4–0 | 8–0 |
| 2  | Liban    | 8  | 3 | 2 | 3 | 12 | 6  | +6  | 11 | Vòng loại Asian Cup (vòng 3)        |  | 0–3 |     | 0–1 | 1–1 | 6–0 |
| 3  | Kuwait   | 8  | 3 | 1 | 4 | 12 | 10 | +2  | 10 | Truất quyền thi đấu                 |  | 0–1 | 0–0 |     | 9–0 | 0–3 |
| 4  | Myanmar  | 8  | 2 | 2 | 4 | 9  | 21 | −12 | 8  | Vòng loại Asian Cup (vòng 3)        |  | 0–2 | 0–2 | 3–0 |     | 3–1 |
| 5  | Lào      | 8  | 1 | 1 | 6 | 6  | 29 | −23 | 4  | Vòng loại Asian Cup (vòng play-off) |  | 0–5 | 0–2 | 0–2 | 2–2 |     |

1. 1 2 3  Vào ngày 16 tháng 10 năm 2015, FIFA chính thức cấm Hiệp hội bóng đá Kuwait (KFA) tham gia vào các hoạt động bóng đá từ Ủy ban Điều hành FIFA do chính phủ can thiệp vào nội bộ bóng đá nước này.[20] Trận đấu giữa Myanmar và Kuwait dự định diễn ra vào ngày 17 tháng 11 năm 2015 không thể diễn ra như dự kiến,[21] và ngày 13 tháng 1 năm 2016, Kuwait bị xử thua Myanmar 0–3.[22] Cặp đấu Kuwait gặp Lào và Hàn Quốc gặp Kuwait dự kiến diễn ra vào các ngày 24 và 29 tháng 3 năm 2016 không thể diễn ra theo đúng lịch, và đến ngày 6 tháng 4, FIFA xử Kuwait thua Hàn Quốc và Lào với cùng tỷ số 0–3.[23]

#### Bảng H
| VT | Đội               | ST | T | H | B | BT | BB | HS  | Đ  | Giành quyền tham dự                 |  |     |     |     |     |     |
| -- | ----------------- | -- | - | - | - | -- | -- | --- | -- | ----------------------------------- |  | --- | --- | --- | --- | --- |
| 1  | Uzbekistan        | 8  | 7 | 0 | 1 | 20 | 7  | +13 | 21 | Vòng 3 và Asian Cup                 |  |     | 3–1 | 1–0 | 1–0 | 1–0 |
| 2  | CHDCND Triều Tiên | 8  | 5 | 1 | 2 | 14 | 8  | +6  | 16 | Vòng loại Asian Cup (vòng 3)        |  | 4–2 |     | 0–0 | 2–0 | 1–0 |
| 3  | Philippines       | 8  | 3 | 1 | 4 | 8  | 12 | −4  | 10 | Vòng loại Asian Cup (vòng 3)        |  | 1–5 | 3–2 |     | 2–1 | 0–1 |
| 4  | Bahrain           | 8  | 3 | 0 | 5 | 10 | 10 | 0   | 9  | Vòng loại Asian Cup (vòng 3)        |  | 0–4 | 0–1 | 2–0 |     | 3–0 |
| 5  | Yemen             | 8  | 1 | 0 | 7 | 2  | 17 | −15 | 3  | Vòng loại Asian Cup (vòng play-off) |  | 1–3 | 0–3 | 0–2 | 0–4 |     |

1. ↑  FIFA xử Cộng hòa Dân chủ Nhân dân Triều Tiên thắng 3–0 do sử dụng cầu thủ Mudir Al-Radaei của Yemen không đủ điều kiện thi đấu, trận đấu khi đó kết thúc với tỷ số 1–0 nghiêng về CHDCND Triều Tiên.[24]

### Xếp hạng các đội nhì bảng đấu
Để xác định bốn đội đứng thứ hai tốt nhất, các tiêu chí sau đây được áp dụng:
1. Điểm (3 điểm cho một trận thắng, 1 điểm cho một trận hoà, 0 điểm cho một trận thua)
2. Hiệu số bàn thắng bại
3. Số bàn thắng
4. Các trận đấu play-off trên sân trung lập (nếu được chấp thuận bởi FIFA), với hiệp phụ và loạt sút luân lưu nếu cần.

Do Indonesia bị loại vì án cấm của FIFA, bảng F chỉ có bốn đội so với năm đội ở tất cả các bảng khác. Vì vậy, kết quả thi đấu với đội xếp thứ năm  không được tính đến khi xác định thứ hạng này.
| VT | Bg | Đội               | ST | T | H | B | BT | BB | HS  | Đ  | Giành quyền tham dự                   |
| -- | -- | ----------------- | -- | - | - | - | -- | -- | --- | -- | ------------------------------------- |
| 1  | F  | Iraq              | 6  | 3 | 3 | 0 | 13 | 6  | +7  | 12 | Vòng 3 và Cúp bóng đá châu Á          |
| 2  | E  | Syria             | 6  | 4 | 0 | 2 | 14 | 11 | +3  | 12 | Vòng 3 và Cúp bóng đá châu Á          |
| 3  | A  | UAE               | 6  | 3 | 2 | 1 | 16 | 4  | +12 | 11 | Vòng 3 và Cúp bóng đá châu Á          |
| 4  | C  | Trung Quốc        | 6  | 3 | 2 | 1 | 9  | 1  | +8  | 11 | Vòng 3 và Cúp bóng đá châu Á          |
| 5  | H  | CHDCND Triều Tiên | 6  | 3 | 1 | 2 | 10 | 8  | +2  | 10 | Vòng loại Cúp bóng đá châu Á (vòng 3) |
| 6  | B  | Jordan            | 6  | 3 | 1 | 2 | 9  | 7  | +2  | 10 | Vòng loại Cúp bóng đá châu Á (vòng 3) |
| 7  | D  | Oman              | 6  | 2 | 2 | 2 | 6  | 6  | 0   | 8  | Vòng loại Cúp bóng đá châu Á (vòng 3) |
| 8  | G  | Liban             | 6  | 1 | 2 | 3 | 3  | 6  | −3  | 5  | Vòng loại Cúp bóng đá châu Á (vòng 3) |

### Xếp hạng các đội đứng thứ tư bảng đấu
Để xác định bốn đội đứng thứ tư tốt nhất, các tiêu chí được áp dụng tương tự như khi xác định các đội xếp thứ hai.
| VT | Bg | Đội               | ST | T | H | B | BT | BB | HS  | Đ | Giành quyền tham dự                          |
| -- | -- | ----------------- | -- | - | - | - | -- | -- | --- | - | -------------------------------------------- |
| 1  | D  | Guam              | 6  | 1 | 1 | 4 | 1  | 14 | −13 | 4 | Vòng loại Cúp bóng đá châu Á (vòng 3)        |
| 2  | G  | Myanmar           | 6  | 1 | 1 | 4 | 4  | 18 | −14 | 4 | Vòng loại Cúp bóng đá châu Á (vòng 3)        |
| 3  | H  | Bahrain           | 6  | 1 | 0 | 5 | 3  | 10 | −7  | 3 | Vòng loại Cúp bóng đá châu Á (vòng 3)        |
| 4  | E  | Afghanistan       | 6  | 1 | 0 | 5 | 4  | 24 | −20 | 3 | Vòng loại Cúp bóng đá châu Á (vòng 3)        |
| 5  | B  | Tajikistan        | 6  | 0 | 1 | 5 | 3  | 19 | −16 | 1 | Vòng loại Cúp bóng đá châu Á (vòng play-off) |
| 6  | F  | Đài Bắc Trung Hoa | 6  | 0 | 0 | 6 | 5  | 19 | −14 | 0 | Vòng loại Cúp bóng đá châu Á (vòng play-off) |
| 7  | C  | Maldives          | 6  | 0 | 0 | 6 | 0  | 15 | −15 | 0 | Vòng loại Cúp bóng đá châu Á (vòng play-off) |
| 8  | A  | Malaysia          | 6  | 0 | 0 | 6 | 1  | 29 | −28 | 0 | Vòng loại Cúp bóng đá châu Á (vòng play-off) |

## Vòng play-off
Theo kết quả của cuộc họp của Ủy ban thi đấu AFC vào tháng 11 năm 2014, sẽ có một vòng play-off được bổ sung vào quá trình vòng loại. Dựa trên lịch thi đấu được công bố bởi AFC, sẽ có hai vòng diễn ra các trận đấu vòng play-off để xác định tám đội lọt vào vòng loại cuối cùng. Tổng có tám đội chiến thắng vòng này được vào vòng 3 (năm đội từ vòng 1, ba đội từ vòng 2).
Lễ bốc thăm cho vòng play-off được tổ chức vào lúc 15:00 (UTC+8) ngày 7 tháng 4 năm 2016 tại trụ sở AFC ở Kuala Lumpur, Malaysia.

### Vòng 1
Trừ đội có hạt giống thấp nhất Bhutan vào thẳng vòng 2, 10 đội còn lại được phân thành năm cặp đấu, diễn ra từ ngày 2 đến ngày 7 tháng 6 năm 2016 để chọn ra 5 đội thắng giành quyền vào vòng 3 và 5 đội thua giành quyền vào vòng play-off kế tiếp.

#### Tóm tắt
| Đội 1             | TTS | Đội 2      | Lượt đi      | Lượt về      |
| ----------------- | --- | ---------- | ------------ | ------------ |
| Đài Bắc Trung Hoa | 2–4 | Campuchia  | 2–2          | 0–2          |
| Maldives          | 0–4 | Yemen      | 0–2          | 0–2          |
| Tajikistan        | 6–0 | Bangladesh | 5–0          | 1–0          |
| Malaysia          | 6–0 | Đông Timor | 3–0 (k.c.n.) | 3–0 (k.c.n.) |
| Lào               | 1–7 | Ấn Độ      | 0–1          | 1–6          |

Ghi chú: Đông Timor đã bị AFC xử thua 0–3 cho cả hai trận đấu với Malaysia do sử dụng tài liệu giả mạo cho các cầu thủ của họ.

#### Các trận đấu
| Đài Bắc Trung Hoa                     | 2–2      | Campuchia                   |
| ------------------------------------- | -------- | --------------------------- |
| - Hoàng Vỹ Dân 6' - Trần Bá Lương 22' | Chi tiết | - Sokpheng 8' - Chhoeun 32' |

| Campuchia                          | 2–0      | Đài Bắc Trung Hoa |
| ---------------------------------- | -------- | ----------------- |
| - Pheng 7' - Mony Udom 60' (ph.đ.) | Chi tiết |                   |

Campuchia thắng với tổng tỷ số 4–2 và giành quyền vào vòng loại Cúp bóng đá châu Á (vòng 3). Trung Hoa Đài Bắc lọt vào vòng 2.
| Maldives | 0–2      | Yemen                          |
| -------- | -------- | ------------------------------ |
|          | Chi tiết | - Al-Hagri 31' - Al-Worafi 80' |

| Yemen                               | 2–0      | Maldives |
| ----------------------------------- | -------- | -------- |
| - Al-Matari 24' - Samooh 54' (l.n.) | Chi tiết |          |

Yemen thắng với tổng tỷ số 4–0 và giành quyền vào vòng loại Cúp bóng đá châu Á (vòng 3). Maldives lọt vào vòng 2.
| Tajikistan                                                              | 5–0      | Bangladesh |
| ----------------------------------------------------------------------- | -------- | ---------- |
| - J. Ergashev 19', 30' - Umarbayev 33' - D. Ergashev 49' - Sharipov 72' | Chi tiết |            |

| Bangladesh | 0–1      | Tajikistan   |
| ---------- | -------- | ------------ |
|            | Chi tiết | - Nazarov 8' |

Tajikistan thắng với tổng tỷ số 6–0 và giành quyền vào vòng loại Cúp bóng đá châu Á (vòng 3). Bangladesh lọt vào vòng 2.
| Malaysia                     | 3–0 (không công nhận) | Đông Timor |
| ---------------------------- | --------------------- | ---------- |
| - Hazwan 16', 21' - Amri 85' | Chi tiết              |            |

| Đông Timor | 0–3 (xử thua) | Malaysia                                   |
| ---------- | ------------- | ------------------------------------------ |
|            | Chi tiết      | - Jones 16' - Hazwan 58' - S. Chanturu 68' |

Malaysia thắng với tổng tỷ số 6–0 và giành quyền vào vòng loại Cúp bóng đá châu Á (vòng 3). Đông Timor lọt vào vòng 2.
| Lào | 0–1      | Ấn Độ            |
| --- | -------- | ---------------- |
|     | Chi tiết | - Lalpekhlua 55' |

| Ấn Độ                                                                         | 6–1      | Lào            |
| ----------------------------------------------------------------------------- | -------- | -------------- |
| - Lalpekhlua 43', 74' - Passi 45+1' - Jhingan 48' - Rafique 83' - Cardozo 87' | Chi tiết | - Sihavong 16' |

Ấn Độ thắng với tổng tỷ số 7–1 và giành quyền vào vòng loại Cúp bóng đá châu Á (vòng 3). Lào đã lọt vào vòng 2.

### Vòng 2
Lượt đi đã diễn ra vào ngày 6 tháng 9 và 8 tháng 10, và lượt về đã diễn ra vào các ngày 10 và 11 tháng 10 năm 2016.

#### Tóm tắt
| Đội 1      | TTS | Đội 2             | Lượt đi | Lượt về |
| ---------- | --- | ----------------- | ------- | ------- |
| Maldives   | 5–1 | Lào               | 4–0     | 1–1     |
| Bangladesh | 1–3 | Bhutan            | 0–0     | 1–3     |
| Đông Timor | 2–4 | Đài Bắc Trung Hoa | 1–2     | 1–2     |

#### Các trận đấu
| Maldives                                    | 4–0      | Lào |
| ------------------------------------------- | -------- | --- |
| - Fasir 15' - Ashfaq 62', 90+3' - Niyaz 87' | Chi tiết |     |

| Lào            | 1–1      | Maldives       |
| -------------- | -------- | -------------- |
| - Sihavong 80' | Chi tiết | - Nashid 90+1' |

Maldives thắng với tổng tỷ số 5–1 và giành quyền vào vòng loại Cúp bóng đá châu Á (vòng 3). Lào đủ điều kiện tham dự Cúp Đoàn kết.
| Bangladesh | 0–0      | Bhutan |
| ---------- | -------- | ------ |
|            | Chi tiết |        |

| Bhutan                                | 3–1      | Bangladesh  |
| ------------------------------------- | -------- | ----------- |
| - J. Dorji 4' - C. Gyeltshen 26', 76' | Chi tiết | - Islam 63' |

Bhutan thắng với tổng tỷ số 3–1 và giành quyền vào vòng loại Cúp bóng đá châu Á (vòng 3). Bangladesh đủ điều kiện tham dự Cúp Đoàn kết.
| Đông Timor | 1–2      | Đài Bắc Trung Hoa        |
| ---------- | -------- | ------------------------ |
| - Gama 5'  | Chi tiết | - Ngô Tuấn Thanh 8', 38' |

| Đài Bắc Trung Hoa                    | 2–1      | Đông Timor          |
| ------------------------------------ | -------- | ------------------- |
| - Trần Nghị Vỹ 10' - Trần Hạo Vỹ 75' | Chi tiết | - José Oliveira 85' |

Trung Hoa Đài Bắc thắng với tổng tỷ số 4–2 và giành quyền vào vòng loại Cúp bóng đá châu Á (vòng 3). Đông Timor đủ điều kiện tham dự Cúp Đoàn kết.

## Cầu thủ ghi bàn
Đã có 46 bàn thắng ghi được trong 16 trận đấu, trung bình 2.88 bàn thắng mỗi trận đấu.
3 bàn
- Jeje Lalpekhlua
- Ahmad Hazwan Bakri

2 bàn
- Chencho Gyeltshen
- Ngô Tuấn Thanh
- Khonesavanh Sihavong
- Ali Ashfaq
- Jahongir Ergashev

1 bàn
- Mamunul Islam
- Jigme Dorji
- Chhin Chhoeun
- Prak Mony Udom
- Hong Pheng
- Keo Sokpheng
- Hoàng Vỹ Dân
- Trần Bá Lương
- Trần Hạo Vỹ
- Trần Nghị Vỹ
- Fulganco Cardozo
- Sandesh Jhingan
- Sumeet Passi
- Mohammed Rafique
- Chanturu Suppiah
- Khair Jones
- Mohd Amri Yahyah
- Ali Fasir
- Hussain Niyaz Mohamed
- Ahmed Nashid
- Davron Ergashev
- Akhtam Nazarov
- Umedzhon Sharipov
- Parvizdzhon Umarbayev
- Rufino Gama
- José Oliveira
- Ayman Al-Hagri
- Abdulwasea Al-Matari
- Akram Al-Worafi

1 bàn phản lưới nhà
- Ali Samooh (trong trận gặp Yemen)

Nguồn: the-afc.com 

### Vòng 2
5 đội thua ở vòng 1 cùng với Bhutan được chia thành ba cặp đấu mới, diễn ra từ ngày 6 tháng 9 đến ngày 11 tháng 10 năm 2016 để chọn ra 3 đội thắng cuộc giành quyền vào vòng 3. Ba đội thua ở vòng này sẽ lọt vào Cúp bóng đá đoàn kết châu Á 2016.

#### Tóm tắt
| Đội 1      | TTS | Đội 2             | Lượt đi | Lượt về |
| ---------- | --- | ----------------- | ------- | ------- |
| Maldives   | 5–1 | Lào               | 4–0     | 1–1     |
| Bangladesh | 1–3 | Bhutan            | 0–0     | 1–3     |
| Đông Timor | 2–4 | Đài Bắc Trung Hoa | 1–2     | 1–2     |

## Vòng 3
Tổng cộng 24 đội sẽ tham dự vòng loại thứ ba Cúp bóng đá châu Á. Vì UAE đã giành quyền vào vòng 3 của vòng loại Giải vô địch bóng đá thế giới 2018, suất tự động cho đội chủ nhà không còn cần thiết, và tổng cộng 12 suất cho Cúp bóng đá châu Á có sẵn từ vòng này.
Do sự rút lui của Guam và án phạt của Kuwait, AFC đã quyết định mời cả hai đội tuyển Nepal và Ma Cao, hai đội đứng đầu của Cúp bóng đá đoàn kết châu Á 2016, quay trở lại tham dự vòng loại Cúp bóng đá châu Á 2019 để duy trì đủ 24 đội tuyển tại vòng 3.
Lễ bốc thăm cho vòng 3 được tổ chức vào lúc 16:00 GST ngày 23 tháng 1 năm 2017 tại Abu Dhabi, Các Tiểu vương quốc Ả Rập Thống nhất.

### Các bảng

#### Bảng A
| VT | Đội        | ST | T | H | B | BT | BB | HS  | Đ  | Giành quyền tham dự |     |     |     |     |     |
| -- | ---------- | -- | - | - | - | -- | -- | --- | -- | ------------------- | --- | --- | --- | --- | --- |
| 1  | Ấn Độ      | 6  | 4 | 1 | 1 | 11 | 5  | +6  | 13 | Vòng chung kết      |     |     | 1–0 | 2–2 | 4–1 |
| 2  | Kyrgyzstan | 6  | 4 | 1 | 1 | 14 | 8  | +6  | 13 | Vòng chung kết      |     | 2–1 |     | 5–1 | 1–0 |
| 3  | Myanmar    | 6  | 2 | 2 | 2 | 10 | 10 | 0   | 8  |                     |     | 0–1 | 2–2 |     | 1–0 |
| 4  | Ma Cao     | 6  | 0 | 0 | 6 | 4  | 16 | −12 | 0  |                     | 0–2 | 3–4 | 0–4 |     |     |

#### Bảng B
| VT | Đội               | ST | T | H | B | BT | BB | HS  | Đ  | Giành quyền tham dự |     |     |     |     |     |
| -- | ----------------- | -- | - | - | - | -- | -- | --- | -- | ------------------- | --- | --- | --- | --- | --- |
| 1  | Liban             | 6  | 5 | 1 | 0 | 14 | 4  | +10 | 16 | Vòng chung kết      |     |     | 5–0 | 2–0 | 2–1 |
| 2  | CHDCND Triều Tiên | 6  | 3 | 2 | 1 | 13 | 10 | +3  | 11 | Vòng chung kết      |     | 2–2 |     | 2–0 | 4–1 |
| 3  | Hồng Kông         | 6  | 1 | 2 | 3 | 4  | 7  | −3  | 5  |                     |     | 0–1 | 1–1 |     | 2–0 |
| 4  | Malaysia          | 6  | 0 | 1 | 5 | 5  | 15 | −10 | 1  |                     | 1–2 | 1–4 | 1–1 |     |     |

#### Bảng C
| VT | Đội         | ST | T | H | B | BT | BB | HS  | Đ  | Giành quyền tham dự |     |     |     |     |     |
| -- | ----------- | -- | - | - | - | -- | -- | --- | -- | ------------------- | --- | --- | --- | --- | --- |
| 1  | Jordan      | 6  | 3 | 3 | 0 | 16 | 5  | +11 | 12 | Vòng chung kết      |     |     | 1–1 | 4–1 | 7–0 |
| 2  | Việt Nam    | 6  | 2 | 4 | 0 | 9  | 3  | +6  | 10 | Vòng chung kết      |     | 0–0 |     | 0–0 | 5–0 |
| 3  | Afghanistan | 6  | 1 | 3 | 2 | 7  | 10 | −3  | 6  |                     |     | 3–3 | 1–1 |     | 2–1 |
| 4  | Campuchia   | 6  | 1 | 0 | 5 | 3  | 17 | −14 | 3  |                     | 0–1 | 1–2 | 1–0 |     |     |

#### Bảng D
| VT | Đội       | ST | T | H | B | BT | BB | HS  | Đ  | Giành quyền tham dự |     |     |     |     |      |
| -- | --------- | -- | - | - | - | -- | -- | --- | -- | ------------------- | --- | --- | --- | --- | ---- |
| 1  | Oman      | 6  | 5 | 0 | 1 | 28 | 5  | +23 | 15 | Vòng chung kết      |     |     | 1–0 | 5–0 | 14–0 |
| 2  | Palestine | 6  | 5 | 0 | 1 | 25 | 3  | +22 | 15 | Vòng chung kết      |     | 2–1 |     | 8–1 | 10–0 |
| 3  | Maldives  | 6  | 2 | 0 | 4 | 11 | 19 | −8  | 6  |                     |     | 1–3 | 0–3 |     | 7–0  |
| 4  | Bhutan    | 6  | 0 | 0 | 6 | 2  | 39 | −37 | 0  |                     | 2–4 | 0–2 | 0–2 |     |      |

#### Bảng E
| VT | Đội               | ST | T | H | B | BT | BB | HS  | Đ  | Giành quyền tham dự |     |     |     |     |     |
| -- | ----------------- | -- | - | - | - | -- | -- | --- | -- | ------------------- | --- | --- | --- | --- | --- |
| 1  | Bahrain           | 6  | 4 | 1 | 1 | 15 | 3  | +12 | 13 | Vòng chung kết      |     |     | 4–0 | 5–0 | 0–0 |
| 2  | Turkmenistan      | 6  | 3 | 1 | 2 | 9  | 10 | −1  | 10 | Vòng chung kết      |     | 1–2 |     | 2–1 | 2–1 |
| 3  | Đài Bắc Trung Hoa | 6  | 3 | 0 | 3 | 7  | 12 | −5  | 9  |                     |     | 2–1 | 1–3 |     | 1–0 |
| 4  | Singapore         | 6  | 0 | 2 | 4 | 3  | 9  | −6  | 2  |                     | 0–3 | 1–1 | 1–2 |     |     |

#### Bảng F
| VT | Đội         | ST | T | H | B | BT | BB | HS | Đ  | Giành quyền tham dự |     |     |     |     |     |
| -- | ----------- | -- | - | - | - | -- | -- | -- | -- | ------------------- | --- | --- | --- | --- | --- |
| 1  | Philippines | 6  | 3 | 3 | 0 | 13 | 8  | +5 | 12 | Vòng chung kết      |     |     | 2–2 | 2–1 | 4–1 |
| 2  | Yemen       | 6  | 2 | 4 | 0 | 7  | 5  | +2 | 10 | Vòng chung kết      |     | 1–1 |     | 2–1 | 2–1 |
| 3  | Tajikistan  | 6  | 2 | 1 | 3 | 10 | 9  | +1 | 7  |                     |     | 3–4 | 0–0 |     | 3–0 |
| 4  | Nepal       | 6  | 0 | 2 | 4 | 3  | 11 | −8 | 2  |                     | 0–0 | 0–0 | 1–2 |     |     |

## Các đội tuyển vượt qua vòng loại

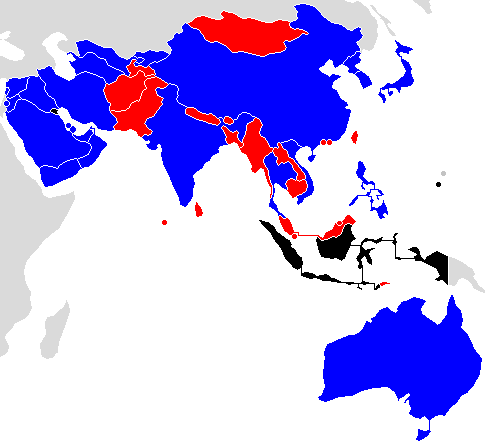
Kết quả vòng loại
Đội giành quyền tham dự vòng chung kết
Không vượt qua vòng loại
Không tham dự hoặc bị cấm thi đấu

Dưới đây là các đội tuyển đã vượt qua vòng loại để tham dự Cúp bóng đá châu Á 2019.
| Đội tuyển         | Tư cách vượt qua vòng loại       | Ngày vượt qua vòng loại | Các lần tham dự trước đây1                                                        |
| ----------------- | -------------------------------- | ----------------------- | --------------------------------------------------------------------------------- |
| UAE               | Chủ nhà                          | 9 tháng 3 năm 2015      | 9 (1980, 1984, 1988, 1992, 1996, 2004, 2007, 2011, 2015)                          |
| Ả Rập Xê Út       | Nhất bảng A (vòng 2)             | 24 tháng 3 năm 2016     | 9 (1984, 1988, 1992, 1996, 2000, 2004, 2007, 2011, 2015)                          |
| Úc                | Nhất bảng B (vòng 2)             | 29 tháng 3 năm 2016     | 3 (2007, 2011, 2015)                                                              |
| Qatar             | Nhất bảng C (vòng 2)             | 17 tháng 11 năm 2015    | 9 (1980, 1984, 1988, 1992, 2000, 2004, 2007, 2011, 2015)                          |
| Iran              | Nhất bảng D (vòng 2)             | 29 tháng 3 năm 2016     | 13 (1968, 1972, 1976, 1980, 1984, 1988, 1992, 1996, 2000, 2004, 2007, 2011, 2015) |
| Nhật Bản          | Nhất bảng E (vòng 2)             | 24 tháng 3 năm 2016     | 8 (1988, 1992, 1996, 2000, 2004, 2007, 2011, 2015)                                |
| Thái Lan          | Nhất bảng F (vòng 2)             | 24 tháng 3 năm 2016     | 6 (1972, 1992, 1996, 2000, 2004, 2007)                                            |
| Hàn Quốc          | Nhất bảng G (vòng 2)             | 13 tháng 1 năm 2016     | 13 (1956, 1960, 1964, 1972, 1980, 1984, 1988, 1996, 2000, 2004, 2007, 2011, 2015) |
| Uzbekistan        | Nhất bảng H (vòng 2)             | 29 tháng 3 năm 2016     | 6 (1996, 2000, 2004, 2007, 2011, 2015)                                            |
| Iraq              | Nhì bảng tốt nhất thứ 1 (vòng 2) | 29 tháng 3 năm 2016     | 8 (1972, 1976, 1996, 2000, 2004, 2007, 2011, 2015)                                |
| Syria             | Nhì bảng tốt nhất thứ 2 (vòng 2) | 29 tháng 3 năm 2016     | 5 (1980, 1984, 1988, 1996, 2011)                                                  |
| Trung Quốc        | Nhì bảng tốt nhất thứ 4 (vòng 2) | 29 tháng 3 năm 2016     | 11 (1976, 1980, 1984, 1988, 1992, 1996, 2000, 2004, 2007, 2011, 2015)             |
| Ấn Độ             | Nhất bảng A (vòng 3)             | 11 tháng 10 năm 2017    | 3 (1964, 1984, 2011)                                                              |
| Kyrgyzstan        | Nhì bảng A (vòng 3)              | 22 tháng 3 năm 2018     | 0 (lần đầu)                                                                       |
| Liban             | Nhất bảng B (vòng 3)             | 10 tháng 11 năm 2017    | 1 (2000)                                                                          |
| CHDCND Triều Tiên | Nhì bảng B (vòng 3)              | 27 tháng 3 năm 2018     | 4 (1980, 1992, 2011, 2015)                                                        |
| Jordan            | Nhất bảng C (vòng 3)             | 14 tháng 11 năm 2017    | 3 (2004, 2011, 2015)                                                              |
| Việt Nam          | Nhì bảng C (vòng 3)              | 14 tháng 11 năm 2017    | 3 (19562, 19602, 2007)                                                            |
| Oman              | Nhất bảng D (vòng 3)             | 10 tháng 10 năm 2017    | 3 (2004, 2007, 2015)                                                              |
| Palestine         | Nhì bảng D (vòng 3)              | 10 tháng 10 năm 2017    | 1 (2015)                                                                          |
| Bahrain           | Nhất bảng E (vòng 3)             | 14 tháng 11 năm 2017    | 5 (1988, 2004, 2007, 2011, 2015)                                                  |
| Turkmenistan      | Nhì bảng E (vòng 3)              | 14 tháng 11 năm 2017    | 1 (2004)                                                                          |
| Philippines       | Nhất bảng F (vòng 3)             | 27 tháng 3 năm 2018     | 0 (lần đầu)                                                                       |
| Yemen             | Nhì bảng F (vòng 3)              | 27 tháng 3 năm 2018     | 0 (lần đầu)                                                                       |

1 In đậm: vô địch năm tham dự. In nghiêng: chủ nhà hoặc đồng chủ nhà.
2 Với tư cách là Việt Nam Cộng hòa

## Cầu thủ ghi bàn
14 bàn
- Mohammad Al-Sahlawi

11 bàn
- Ahmed Khalil

10 bàn
- Hamza Al-Dardour
- Anton Zemlianukhin

9 bàn
- Manuchekhr Dzhalilov

8 bàn
- Tim Cahill
- Dương Húc
- Sunil Chhetri
- Khalid Al-Hajri
- Abdulaziz Al-Muqbali

7 bàn
- Chencho Gyeltshen
- Jeje Lalpekhlua
- Sardar Azmoun
- Hassan Maatouk
- Ali Ashfaq
- Jonathan Cantillana
- Sameh Maraaba
- Omar Khribin

6 bàn
- Vu Đại Bảo
- Honda Keisuke
- Kim Yu-song
- Son Heung-min
- Naiz Hassan

5 bàn
- Tom Rogić
- Trần Bá Lương
- Mehdi Taremi
- Kagawa Shinji
- Hassan Abdel-Fattah
- Jong Il-gwan
- Pak Kwang-ryong
- Kyaw Ko Ko
- Ahmed Mubarak Al-Mahaijri
- Abdellatif Bahdari
- Ahmad Abu Nahyeh
- Phil Younghusband
- Hassan Al Haidos
- Taisir Al-Jassim
- Ali Mabkhout
- Sardor Rashidov
- Abdulwasea Al-Matari

4 bàn
- Mile Jedinak
- Mahdi Abduljabbar
- Ngô Tuấn Thanh
- Younis Mahmoud
- Okazaki Shinji
- Munther Abu Amarah
- Abdallah Deeb
- Bader Al-Mutawa
- Yousef Nasser
- Vitalij Lux
- Yashir Pinto
- Tamer Seyam
- Javier Patiño
- Boualem Khoukhi
- Mohammed Muntari
- Mohammed Musa
- Osama Omari
- Akhtam Nazarov
- Parvizdzhon Umarbayev
- Igor Sergeev

3 bàn
- Khaibar Amani
- Nathan Burns
- Ismail Abdullatif
- Abdulla Yusuf Helal
- Tshering Dorji
- Chan Vathanaka
- Khương Ninh
- Jaimes McKee
- Yoshida Maya
- Yaseen Al-Bakhit
- Odal Al-Saify
- Ri Hyok-chol
- Kwon Chang-hoon
- Lee Jae-sung
- Khampheng Sayavutthi
- Rabih Ataya
- Hilal El-Helwe
- Ahmad Hazwan Bakri
- Ali Fasir
- Aung Thu
- Misagh Bahadoran
- Iain Ramsay
- Ali Assadalla
- Yahya Al-Shehri
- Safuwan Baharudin
- Fazrul Nawaz
- Sanharib Malki
- Mahmoud Maowas
- Teerasil Dangda
- Arslanmyrat Amanow
- Altymyrat Annadurdyýew
- Omar Abdulrahman
- Odil Ahmedov
- Lê Công Vinh
- Nguyễn Văn Toàn

2 bàn
- Norlla Amiri
- Jabar Sharzi
- Mustafa Zazai
- Massimi Luongo
- Mark Milligan
- Aaron Mooy
- Abdulwahab Al Malood
- Mohammed Al Romaihi
- Sayed Mohamed Adnan
- Abdulla Yaser
- Khoun Laboravy
- Prak Mony Udom
- Vu Hán Siêu
- Vũ Lỗi
- Vương Vĩnh Phách
- Chu Âu Lợi
- Godfred Karikari
- Lâm Gia Vỹ
- Sandesh Jhingan
- Balwant Singh
- Ashkan Dejagah
- Ehsan Hajsafi
- Ali Adnan
- Justin Meram
- Kanazaki Mu
- Ahmed Samir
- Jang Hyun-soo
- Ki Sung-yueng
- Koo Ja-cheol
- Suk Hyun-jun
- Mirlan Murzaev
- Khonesavanh Sihavong
- Hassan Chaito
- Mohammed Ghaddar
- Ali Hamam
- Niki Torrão
- Mohd Amri Yahyah
- Safawi Rashid
- Ahmed Nashid
- Sithu Aung
- Sami Al-Hasani
- Amad Al-Hosni
- Mohsin Al-Khaldi
- Raed Ibrahim Saleh
- Jaka Ihbeisheh
- Ahmad Maher Wridat
- Mahmoud Yousef
- Karim Boudiaf
- Mohammed Kasola
- Fahad Al-Muwallad
- Khairul Amri
- Abdelrazaq Al Hussain
- Raja Rafe
- Jahongir Ergashev
- Dilshod Vasiev
- Pokklaw Anan
- Theerathon Bunmathan
- Adisak Kraisorn
- Mongkol Tossakrai
- Chiquito do Carmo
- Ramon Saro
- Guwanç Abylow
- Ruslan Mingazow
- Wahyt Orazsähedow
- Myrat Ýagşyýew
- Alexander Geynrikh
- Anzur Ismailov
- Nguyễn Anh Đức
- Nguyễn Văn Quyết
- Ahmed Al-Sarori
- Ala Al-Sasi

1 bàn
- Hassan Amin
- Zohib Islam Amiri
- Zubayr Amiri
- Faysal Shayesteh
- Josef Shirdel
- Mathew Leckie
- Tommy Oar
- Komail Al-Aswad
- Sami Al-Husaini
- Hussain Ali Baba
- Sayed Reda Issa
- Ali Jaafar Mohamed Madan
- Abdullah Omar
- Jamal Rashid
- Jahid Hasan Ameli
- Mamunul Islam
- Biren Basnet
- Jigme Dorji
- Karma Shedrup Tshering
- Adi Said
- Thierry Bin
- Chhin Chhoeun
- Hong Pheng
- Keo Sokpheng
- Sos Suhana
- Hoàng Bác Văn
- Mai Phương
- Trương Lâm Bồng
- Trương Hi Triết
- Hoàng Khải Xuân
- Hoàng Vỹ Dân
- Nghiêm Nhã Kỳ
- Ôn Chí Hào
- Trần Hạo Vỹ
- Trần Triệu An
- Trần Nghị Vỹ
- Vương Duệ
- Xavier Chen
- Brandon McDonald
- Travis Nicklaw
- Bạch Hạc
- Christian Annan
- Cúc Doanh Trí
- Đàm Xuân Lạc
- Jordi Tarrés
- Lô Quân Nghi
- Paulinho Piracicaba
- Sandro
- Trần Triệu Kỳ
- Từ Đức Soái
- Rowllin Borges
- Fulganco Cardozo
- Sumeet Passi
- Mohammed Rafique
- Robin Singh
- Karim Ansarifard
- Saeid Ezatolahi
- Jalal Hosseini
- Alireza Jahanbakhsh
- Kamal Kamyabinia
- Morteza Pouraliganji
- Ramin Rezaeian
- Masoud Shojaei
- Andranik Teymourian
- Mehdi Torabi
- Mohannad Abdul-Raheem
- Ali Hosni
- Dhurgham Ismail
- Mahdi Kamel
- Ahmed Yasin
- Haraguchi Genki
- Kiyotake Hiroshi
- Morishige Masato
- Usami Takashi
- Yousef Al-Naber
- Yousef Al-Rawashdeh
- Mohannad Al-Souliman
- Musa Al-Taamari
- Baha' Faisal
- Saeed Murjan
- Jang Kuk-chol
- Kim Yong-il
- Ri Yong-jik
- Ro Hak-su
- So Kyong-jin
- So Hyon-uk
- Lee Chung-yong
- Lee Jeong-hyeop
- Nam Tae-hee
- Ali Maqseed
- Aziz Mashaan
- Faisal Zayid
- Ildar Amirov
- Azamat Baymatov
- Edgar Bernhardt
- Bakhtiyar Duyshobekov
- Viktor Maier
- Almazbek Mirzaliev
- Bekzhan Sagynbaev
- Islam Shamshiev
- Roda Antar
- Abbas Ahmed Atwi
- Samir Ayass
- Nour Mansour
- Youssef Mohamad
- Joan Oumari
- Feiz Shamsin
- Carlos Fernandes
- Lương Gia Khanh
- Trần Phách Xuân
- Syafiq Ahmad
- Baddrol Bakhtiar
- Chanturu Suppiah
- Khair Jones
- Mahali Jasuli
- Mohd Safiq Rahim
- Safee Sali
- Syazwan Zainon
- Ahmed Abdulla
- Asadhulla Abdulla
- Ibrahim Wahid Hassan
- Hamza Mohamed
- Hussain Niyaz Mohamed
- Hussain Sifaau Yoosuf
- Batmönkhiin Erkhembayar
- Kyaw Zayar Win
- Kyi Lin
- Min Min Thu
- Suan Lam Mang
- Yan Naing Oo
- Zaw Min Tun
- Bimal Gharti Magar
- Bishal Rai
- Nawayug Shrestha
- Mohammed Al-Ghassani
- Saad Al-Mukhaini
- Said Al-Ruzaiqi
- Jameel Al-Yahmadi
- Salah Al-Yahyaei
- Nadir Mabrook
- Qasim Said
- Hassan Bashir
- Mus'ab Al-Batat
- Ahmed Awad
- Abdullah Jaber
- Matías Jadue
- Mohammad Natour
- Khaled Salem
- Pablo Tamburrini
- Khader Yousef
- Kevin Ingreso
- Manuel Ott
- Mike Ott
- Daisuke Sato
- Stephan Schröck
- James Younghusband
- Ahmed Abdul Maqsoud
- Akram Afif
- Abdelkarim Hassan
- Ismaeel Mohammad
- Sebastián Soria
- Salman Al-Faraj
- Osama Hawsawi
- Naif Hazizi
- Irfan Fandi
- Hariss Harun
- Faris Ramli
- Shakir Hamzah
- Subash Madushan
- Moayad Ajan
- Oday Al-Jafal
- Ahmad Kallasi
- Omar Midani
- Nuriddin Davronov
- Davron Ergashev
- Fatkhullo Fatkhuloev
- Umedzhon Sharipov
- Tana Chanabut
- Kroekrit Thaweekarn
- Patrick Fabiano
- Rufino Gama
- Jairo Neto
- José Oliveira
- Rodrigo Silva
- Serdarali Ataýew
- Artur Geworkýan
- Süleýman Muhadow
- Mekan Saparow
- Mohamed Ahmed
- Ahmed Al-Hasmi
- Habib Fardan
- Ismail Al Hammadi
- Abdullah Mousa
- Mohanad Salem
- Stanislav Andreev
- Server Djeparov
- Azizbek Haydarov
- Eldor Shomurodov
- Đinh Thanh Trung
- Đinh Tiến Thành
- Mạc Hồng Quân
- Nguyễn Công Phượng
- Nguyễn Quang Hải
- Trần Phi Sơn
- Ayman Al-Hagri
- Mudir Al-Radaei
- Akram Al-Worafi
- Mohammed Boqshan
- Tawfiq Ali Mansour

1 bàn phản lưới nhà
- Sharif Mukhammad (trong trận gặp Nhật Bản)
- Biren Basnet (trong trận gặp Oman)
- Khoun Laboravy (trong trận gặp Nhật Bản)
- Leng Makara (trong trận gặp Syria)
- Trần Hạ Xuân (trong trận gặp Turkmenistan)
- Mohannad Al-Souliman (trong trận gặp Afghanistan)
- Ildar Amirov (trong trận gặp Úc)
- Valery Kichin (trong trận gặp Bangladesh)
- Ali Hamam (trong trận gặp Hàn Quốc)
- Lâm Gia Thịnh (trong trận gặp Ấn Độ)
- Amdhan Ali (trong trận gặp Oman)
- Ali Samooh (trong trận gặp Yemen)
- Mohamed Faisal (trong trận gặp Palestine)
- Zaw Min Tun (trong trận gặp Kuwait)
- Hamdi Al Masri (trong trận gặp Nhật Bản)
- Davron Ergashev (trong trận gặp Yemen)
- Serdar Annaorazow (trong trận gặp Guam)
- Mekan Saparow (trong trận gặp Oman)
- Đinh Tiến Thành (trong trận gặp Thái Lan)